# Офіційний перелік регіонально рідкісних рослин Тернопільської області
Офіційний перелік регіонально рідкісних рослин Тернопільської області — список, що містить перелік видів рослин, які не занесені до Червоної книги України, але є рідкісними або такими, що перебувають під загрозою зникнення на території Тернопільської області.

## Історія
За часів Незалежності уперше перелік дикорослих рідкісних, реліктових, ендемічних рослин області, що підлягають особливій охороні було прийнято рішенням Тернопільської обласної ради від 18 березня 1994 року «Про внесення змін та доповнень до мережі територій та об'єктів природно-заповідного фонду області і затвердження Списку дикорослих рідкісних, реліктових, ендемічних рослин області, що підлягають особливій охороні».
Другий перелік рідкісних рослин території Тернопільської області, які не занесені до Червоної книги України, було укладено у 2002 р. та затверджено рішенням Тернопільської обласної ради від 11 листопада 2002 року № 64. До нього входили 118 видів рослин.
Нова редакція, прийнята Тернопільською обласною радою 1 червня 2011 року рішенням № 1192, обмежується 112 видами. Пов'язано це з тим, що частина рідкісних видів флори відповідно до наказу Мінприроди України від 17 червня 2009 року «Про затвердження переліків видів рослин та грибів, що заносяться до Червоної книги України», включена до її нового видання.
Зростання на певній території рідкісних і таких, що перебувають під загрозою зникнення, видів рослинного світу, занесених до Переліку, є підставою для оголошення її об'єктом природно-заповідного фонду місцевого значення.
2002 року було прийнято рішення доручити державному управлінню екології та природних ресурсів у Тернопільській області забезпечувати офіційне видання та розповсюдження Переліку не рідше одного разу на 10 років.
До Переліку, в першу чергу, заносяться реліктові та ендемічні види, види, що мають особливу наукову цінність, а також види, поширення яких швидко зменшується внаслідок господарської діяльності людини.

## Перелік
| № п/п | Українська назва виду         | Латинська назва виду                                   |
| ----- | ----------------------------- | ------------------------------------------------------ |
| 1     | Ауринія скельна               | Aurinia saxatalis (L.) Desv.                           |
| 2     | Аденофора лілієлиста          | Adenophora liliifolia L.                               |
| 3     | Аконіт кущистий               | Aconitum eulophum Reichenb                             |
| 4     | Аконіт молдавський            | Aconitum moldavicum Hacg.                              |
| 5     | Аконіт строкатий              | Aconitum variegatum L.                                 |
| 6     | Арум Бессерів                 | Arum besseranum Schott                                 |
| 7     | Аспленій волосовидний         | Asplenium trichomanes L.                               |
| 8     | Аспленій муровий              | Asplenium ruta-muraria L.                              |
| 9     | Астранція велика              | Astrantia major L                                      |
| 10    | Білозір болотний              | Parnassia palustris L.                                 |
| 11    | Бобівник трилистий            | Menyanthes trifoliata L.                               |
| 12    | Брусниця                      | Rhodococcum vitis-idaea (L.) Avror                     |
| 13    | Бурачок гірський              | Alyssum montanum L.                                    |
| 14    | Вишня кущова                  | Cerasus fruticosa Pall.                                |
| 15    | Вівсюнець пустельний          | Helictotrichon desertorum (Less.) Nevski               |
| 16    | Вільха сіра                   | Alnus incana (L.) Moench.                              |
| 17    | Вовчі ягоди звичайні          | Daphne mezereum L.                                     |
| 18    | Волошка Маршалла              | Centaurea marschalliana Spreng.                        |
| 19    | Волошка східна                | Centaurea orientalis L.                                |
| 20    | Волошка тернопільська         | Centaurea ternopoliensis Dobrocz.                      |
| 21    | Воронець колосистий           | Actaea spicata L.                                      |
| 22    | В'язіль увінчаний             | Coronilla coronata L.                                  |
| 23    | Гадючник звичайний            | Filipendula vulgaris Moench.                           |
| 24    | Гвоздика Андржійовського      | Dianthus andrzejowskianus Zapal.                       |
| 25    | Гвоздика польська             | Dianthus polonicus Zapal.                              |
| 26    | Геліосперма таємна            | Heliosperma acranum Zapal.                             |
| 27    | Гіацинтик блідий              | Hyacinthella leucophaea (C.Koch) Schur                 |
| 28    | Глечики жовті                 | Nuphar lutea (L.) Smith                                |
| 29    | Гострокільник волосистий      | Oxytropis pilosa (L.) DC                               |
| 30    | Грушанка круглолиста          | Pyrola rotundifolia L.                                 |
| 31    | Грушанка мала                 | Pyrola minor L.                                        |
| 32    | Гусимець пужниковий           | Arabis turrita L.                                      |
| 33    | Ефедра двоколоса              | Ephedra distachya L.                                   |
| 34    | Залізниця гірська             | Sideritis montana L.                                   |
| 35    | Заяча конюшина Шиверека       | Anthyllis schiwereckii (DC.) Blocki                    |
| 36    | Зимолюбка зонтична            | Chimaphila umbellata (L.) W.Barton                     |
| 37    | Зубниця бульбиста             | Dentaria bulbifera L.                                  |
| 38    | Кадило сарматське             | Melittis sarmatica Klok.                               |
| 39    | Кизильник чорноплідний        | Cotoneaster melanocarpus Fisch. ex Blytt.              |
| 40    | Клопогін європейський         | Cimicifuga europaea Schipcz.                           |
| 41    | Конвалія звичайна             | Convallaria majalis L.                                 |
| 42    | Конюшина блідо-жовта          | Trifolium ochroleucon Huds.                            |
| 43    | Конюшина гірська              | Trifolium montanum L.                                  |
| 44    | Конюшина паннонська           | Trifolium pannonicum Jacg.                             |
| 45    | Костяниця                     | Rubus saxatilis L.                                     |
| 46    | Котячі лапки дводомні         | Antennaria dioica (L.) Gaertn.                         |
| 47    | Кремена гібридна              | Petasites hybridus (L.) Gaertn., Mey.et Schreb         |
| 48    | Крем'янчик гарний             | Telekia speciosa (Schreb.) Baumg.                      |
| 49    | Купальниця європейська        | Trollius europaeus L.                                  |
| 50    | Купина кільчаста              | Polygonatum verticillatum (L.) All                     |
| 51    | Латаття біле                  | Nymphaea alba L.                                       |
| 52    | Леопольдія тонкоцвіта         | Leopoldia teruiflora (Tausch) Heldr.                   |
| 53    | Листовик сколопендровий       | Phyllitis scolopendrium (L.) Newm.                     |
| 54    | Ломиніс цілолистий            | Clematis integrifolia L.                               |
| 55    | Люцерна маленька              | Medicago minima (L.) Bartalini                         |
| 56    | Маренка дністровська          | Asperula tyraica Bess.                                 |
| 57    | Маренка Міхельсона            | Asperula michelsoni V.Krecz.                           |
| 58    | Маруна щиткова                | Pyrethrum corymbosum (L.) Moench.                      |
| 59    | Мигдаль степовий              | Amygdalus nana L.                                      |
| 60    | Мінуарція дністровська        | Minuartia thyraica Klok.                               |
| 61    | Мінуарція побільшена          | Minuartia aucta Klok.                                  |
| 62    | Мірикарія німецька            | Myricaria germanica (L.) Desv.                         |
| 63    | Молодило руське               | Sempervivum ruthenicum Schnittsp. et C.B.Lehm.         |
| 64    | Молочай Клокова               | Euphorbia klokovii Dubovik                             |
| 65    | Настінниця лікарська          | Parietaria officinalis L.                              |
| 66    | Незабудка Людмили             | Myosotis ludomilae Zaverucha                           |
| 67    | Образки болотні               | Calla palustris L.                                     |
| 68    | Одинарник європейський        | Trientalis europaea L.                                 |
| 69    | Орлики звичайні               | Aquilegia vulgaris L.                                  |
| 70    | Осока низька                  | Carex humilis Leys                                     |
| 71    | Перстач білий                 | Potentilla alba L.                                     |
| 72    | Півники злаколисті            | Iris graminea L.                                       |
| 73    | Півники угорські              | Iris hungarica Waldst. et Kit                          |
| 74    | Підмаренник Бессерів          | Galium besseri Klok.                                   |
| 75    | Підмаренник суборовий         | Galium subnemorale Klok. et Zaverucha                  |
| 76    | Підмаренник членистий         | Galium articulatum Lam.                                |
| 77    | Плаун булавовидний            | Lycopodium clavatum L.                                 |
| 78    | Плющ звичайний                | Hedera helix L.                                        |
| 79    | Пухирник звичайний            | Utricularia vulgaris L.                                |
| 80    | Росичка круглолиста           | Drosera rotundifolia L.                                |
| 81    | Рутвиця орликолиста           | Thalictrum aquilegifolium L.                           |
| 82    | Рутвиця подільська            | Thalictrum podolicum Lecoyer.                          |
| 83    | Самосил передгірний           | Teucrium praemontanum Klok.                            |
| 84    | Самосил панонський            | Teucrium pannonicum A. Kerner                          |
| 85    | Сеслерія Гейфлера             | Sesleria heuflerana Schur.                             |
| 86    | Синяк плямистий               | Echium maculatum L.                                    |
| 87    | Сізюрінхій гірський           | Sisurinchium montanum Greene                           |
| 88    | Скорзонера пурпурова          | Scorzonera purpurea L.                                 |
| 89    | Стародуб широколистий         | Laserpitium latifolium L.                              |
| 90    | Таволга пиківська             | Spiraea pikoviensis Bess.                              |
| 91    | Таволжник дводомний           | Aruncus dioicus (Walter) Fernald                       |
| 92    | Тирлич хрещатий               | Gentiana cruciata L.                                   |
| 93    | Тирличничок осінній           | Gentianella amarella (L.) Boern.                       |
| 94    | Тринія багатостеблова         | Trinia multicaulis Schischk.                           |
| 95    | Тонконіг різнобарвний         | Poa versicolor Besse                                   |
| 96    | Ферульник лісовий             | Ferulago sylvatica (Besser) Reichenb                   |
| 97    | Фіалка різнолиста             | Viola epipsila Ledeb.                                  |
| 98    | Фізаліс звичайний             | Physalis alkekengi L.                                  |
| 99    | Хвощ членистий                | Eguisetum telmateia Ehrh.                              |
| 100   | Холодок кільчастий            | Asparagus verticillatus L.                             |
| 101   | Холодок лікарський            | Asparagus officinalis L.                               |
| 102   | Холодок несправжньошерстистий | Asparagus pseudoscaber Grecescu                        |
| 103   | Цибуля гірська                | Allium montanum F.W.Schmidt                            |
| 104   | Цибуля жовтіюча               | Allium flavenscens Bess.                               |
| 105   | Цибуля подільська             | Allium podolicum (Aschers. et Graebn). Blocki ex Racib |
| 106   | Цмин пісковий                 | Helichrysum arenarium (L.) Moench.                     |
| 107   | Чебрець Маршаллів             | Thymus marschallianus Willd.                           |
| 108   | Чебрець моховий               | Thymus muscosus Zaverucha                              |
| 109   | Шавлія поникла                | Salvia nutans L.                                       |
| 110   | Шолудивник Кауфмана           | Pedicularis kaufmannii Pinzg.                          |
| 111   | Юринея вапнякова              | Jurinea calcarea Klok.                                 |
| 112   | Язичник карпатський           | Ligularia carpatica (Schott, Nym. et Kotschy) Pojark.  |